# Carnevale di Binche
Il carnevale di Binche è il carnevale più celebre del Belgio. Ogni anno, attira sempre più visitatori stranieri (in prevalenza dalla Francia), soprattutto grazie al suo riconoscimento, nel 2003, da parte dell'UNESCO come facente parte del patrimonio mondiale in quanto capolavoro del patrimonio orale ed immateriale dell'umanità.

## Caratteristiche
Le festività si svolgono in due parti: il carnevale e l'avanti-carnevale, tempo delle «soumonces». Il carnevale comincia 49 giorni prima di Pasqua e le soumonces sei settimane prima dei tre «giorni grassi».

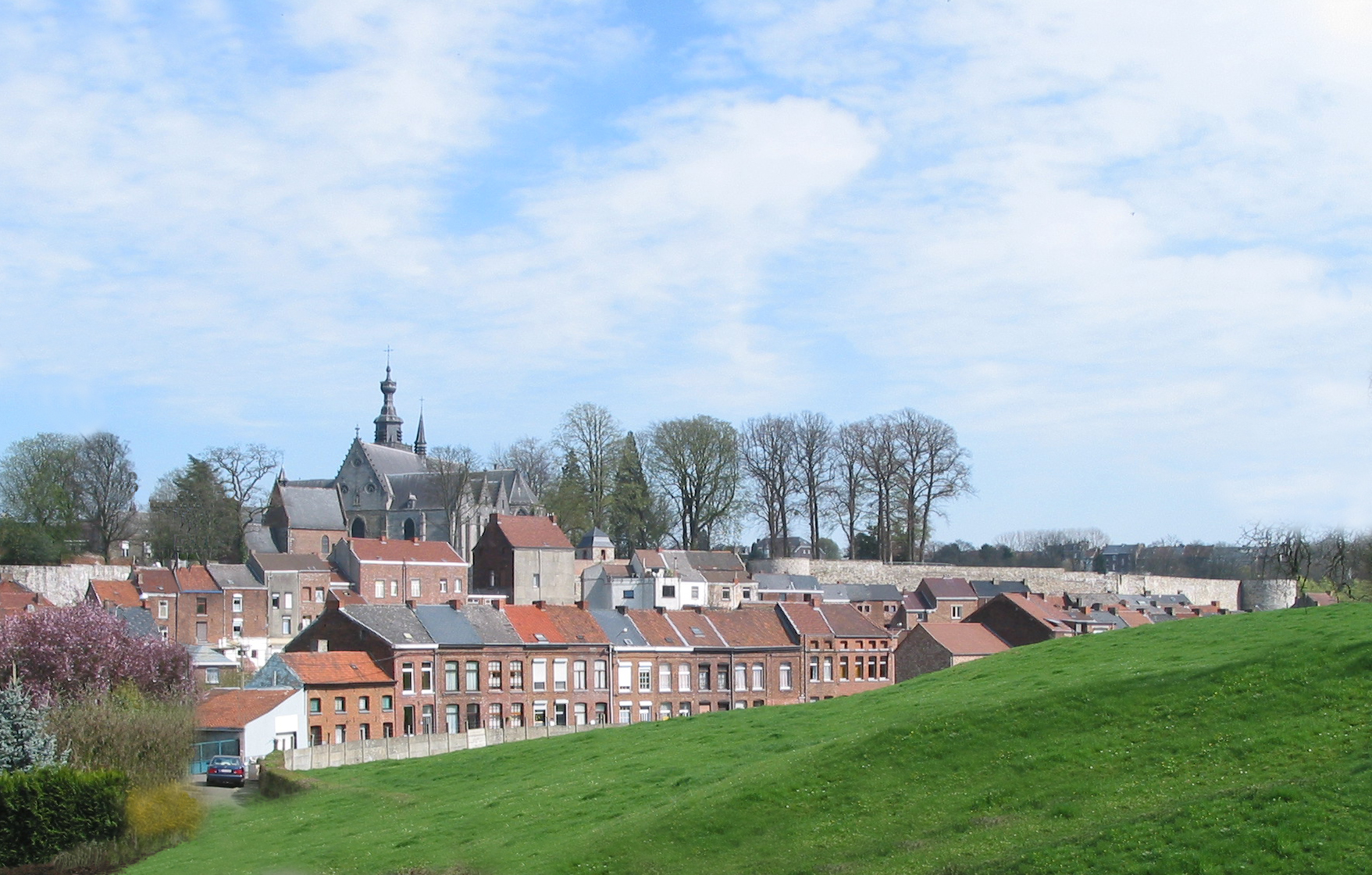
La città di Binche

Il carnevale «di tipo binchois» si celebra in tutta la Région du Centre (Regione del Centro), ma è a Binche che è il più codificato ed il più tradizionale. I personaggi principali sono i Gilles, che danzano sull'aria di musiche tradizionali del carnevale, musiche suonate da una piccola fanfara composta da ottoni, tamburi (in generale si contano sei tamburi per batteria) e da una grancassa (a volte due in altre città).
Contrariamente ai loro omologhi dei villaggi circostanti, i Gilles di Binche non escono che il Martedì Grasso e devono rispettare alcune regole (non spostarsi senza l'accompagnamento come minimo di un suonatore di tamburo, non sedersi in pubblico, non essere mai ubriachi, essere obbligatoriamente originari di Binche...).
Gli altri personaggi, che formano le società dette "di fantasia", sono Arlecchino (bambini dell'Ateneo reale della città), il Contadino (bambini del Collegio di Notre-Dame de Bon Secours), i Pierrots (bambini del "Petit-collège"). Altre società di fantasia hanno partecipato ai cortei del Martedì Grasso un tempo e sono spariti (Marinai, Principi d'Oriente, Moschettieri, ecc.).

## Prime prove in batteria
La sesta e la quinta domenica prima di carnevale, le società (raggruppamenti di Gilles o delle società di fantasia) si ritrovano all'inizio della serata ed escono, senza costumi, per le strade di Binche al suono dei tamburi.

## Soumonces in batteria
La quarta e terza domenica prima di carnevale, le società danzano per le strade di Binche, sempre al suono dei tamburi. Ogni membro della società calza zoccoli di legno, porta “l'apertintaille” (cinturone di sonagli), il “ramon” (canestro) in mano.

## Soumonces in musica
Le due domeniche precedenti il carnevale. Gli strumenti di ottone fanno la loro apparizione e si uniscono al suono dei tamburi per suonare successivamente i ventisei motivi tradizionali del carnevale. I membri della società dei Gilles e delle società di fantasia portano per questa occasione il loro costume della Domenica grassa dell'anno precedente.

## I balli di carnevale
I tre sabato precedenti il carnevale, viene organizzato un ballo in costume. In seguito i balli della "Gioventù Socialista", della "Giovane Guardia Liberale" e della "Reale Gioventù Cattolica". Questi balli sono dei balli di gala in cui i partecipanti rivalizzano in ingegnosità per preparare i loro travestimenti sui temi che saranno proposti dai rispettivi comitati. Dei premi vengono attribuiti ai più bei costumi. La tradizione, che si sta perdendo, vuole che le persone non in costume siano in smoking per gli uomini, in vestito da ballo per le signore. Se sino agli inizi degli anni 80 del XX secolo, la separazione era reale tra i partecipanti in funzione della loro appartenenza politica, ora non si tratta che di divertirsi e basta e non è raro che gli abitanti di Binche partecipino a diversi, cioè a tutti i balli di carnevale. Segno dei tempi, le tre "Gioventù" si sono inoltre riunite nell'associazione di difesa del lunedì grasso.

## Letrouilles de nouilles

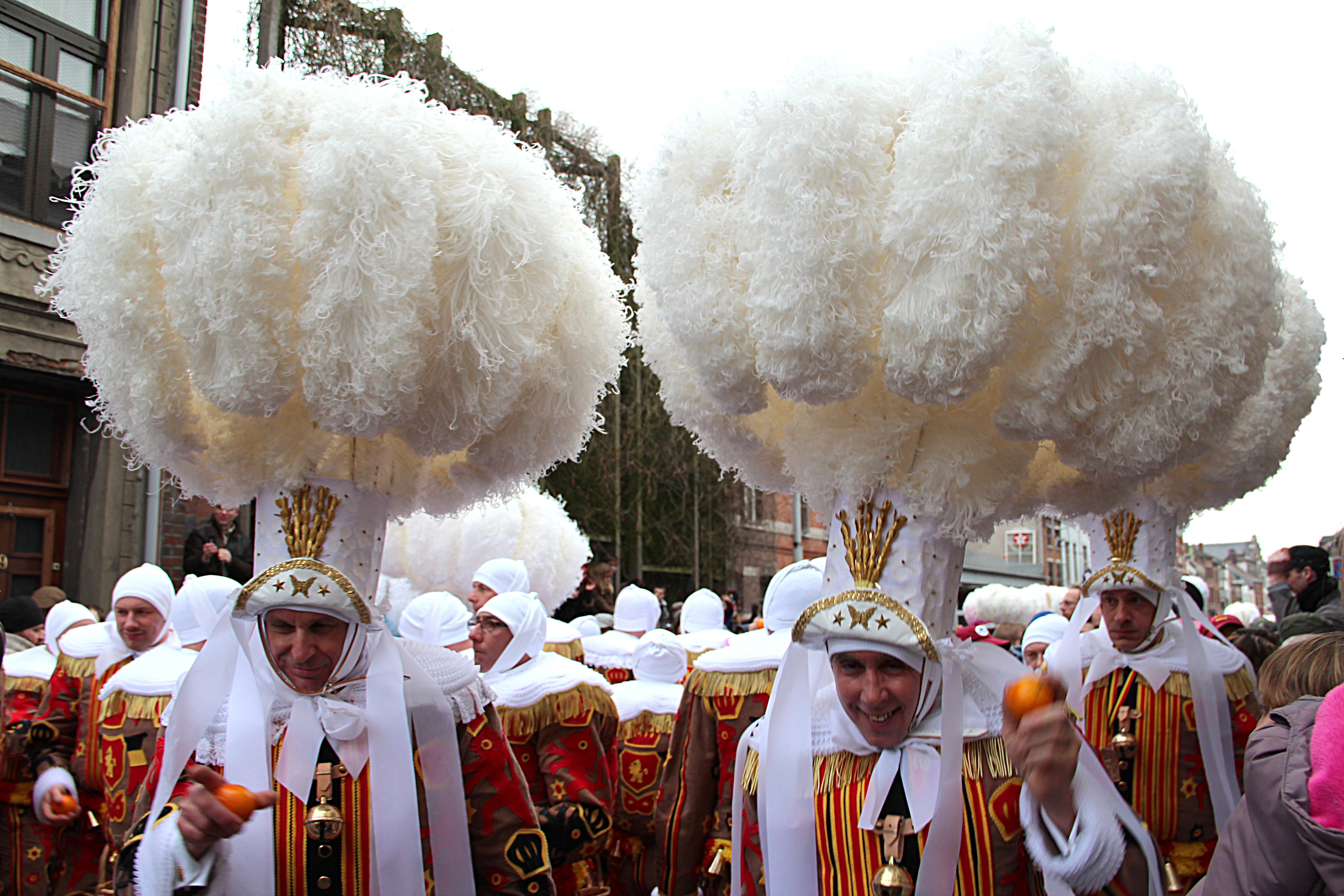
Il carnevale «La domenica grassa»

O "Trouilles guenouilles", il lunedì, sei giorni prima del carnevale, gli abitanti di Binche, e della regione possono passeggiare in città mascherati. Durante questa mascherata, la tradizione vuole che una persona travestita si metta alla ricerca di conoscenti e li "intrighi" fin quando non riescano a riconoscere chi si nasconda sotto la maschera. Se esse indovinano, il malcapitato dovrà pagar loro da bere ma se esse non riescono a "smascherarlo" si dichiarano vinte ed offrono il bicchiere dell'amicizia.

## La domenica grassa
Primo giorno di carnevale. I membri delle società di Gilles e di fantasie deambulano, vestiti con un travestimento preparato in gran segreto ed infine svelato al pubblico, per le strade di Binche al ritmo dei tamburi o di quello della "viola" (organo di Barberia); gli ottoni e i tamburi li raggiungono nel primo pomeriggio per il corteo. I costumi sono di diverse ispirazioni (animali, personaggi stereotipati, ecc.) Si vede spesso un'intera società vestita uniformemente. Verso le 15.00, le differenti società si ricostituiscono nei pressi della stazione in cui inizia il corteo: al ritmo delle ventisei arie del Carnevale, si può allora ballare e meravigliarsi di fronte all'immaginazione dispiegata per la creazione dei costumi.